# 信使号
信使號（意譯為「水星表面、太空環境、地球化學與廣泛探索」）是美國國家航空暨太空總署在2004年8月3日发射的探測衛星，目的是為了研究水星表面的化學成分、地理環境、磁場、地質年代、核心的狀態及大小、自轉軸的運動情況、散逸層及磁場的分布等。
信使號是1975年水手10號任務完成之後，人類30年來首次近距離探測水星的任務。信使號具有的解析能力已大為改善，上面裝置的照相機解析度達18公尺（59英尺），與水手10號具有的1.6公里（0.99英里）相比解析度更佳。信使號是一個環繞行星軌道的任務，將使用超過一年探測整個水星表面，而水手10號則是一個行星飛越任務，只能夠觀察到半個水星。
在進入環水星軌道前，信使號執行了一系列複雜的飛越 - 總計飛越地球一次、金星兩次、水星三次，使它可以用最少的燃料做相對於水星的减速。
信使號在2011年3月18日進入環水星軌道，在3月24日重新喚醒它携帶的科學儀器，在3月29日傳回第一張從軌道拍攝的照片。信使號在2012年成功完成它的主要任務。在繼續完成兩個擴展任務之後，信使號於2015年初開始用它殘留的機動燃料執行軌道衰减。信使號任務結束後於2015年4月30日撞擊水星表面。

## 时间表
- 2004年8月3日发射；

信使號前往水星的軌道

- 2005年8月2日在2,348km高空飞掠地球；
- 2006年10月24日在2,987km高空飞掠金星；
- 2007年6月5日在338km高空再次飞掠金星；
- 2008年1月14日在200km高空飞掠水星表面，并向地球发回了第一批水星照片[7]。
- 2008年10月6日在200km高空再次飞掠水星；
- 2009年9月29日在228km高空第三次飞掠水星[8]；
- 2011年3月18日12时45分(UTC)进入水星轨道[9]，成为首颗围绕水星运行的探测器。

## 任務背景

### 太空船的設計
信使號本體高1.85公尺（73吋），寬1.42公尺（56吋）並且縱深1.27公尺（50吋）。本體主要由四個石墨纖維/氰酸鹽酯複合板用以支撐燃料槽、「LVA」（大型速率校正）推進器、姿勢監視和校正推進器、天線、儀器支架以及一個大型的陶瓷製遮光罩，高2.5公尺（8.2呎）和寬2公尺（6.6呎），用來作被動的保溫控制。

#### 姿勢控制和推進
主要的推進是透過645牛頓，具有317秒比冲的二元推進劑（使用聯氨和四氧化二氮）LVA火箭推進器。太空船設計上可搭載607.8公斤（1,340磅）的燃料和加壓劑（氦）。
四個22牛頓力（每英呎4.9磅力）的单组元燃料推進器在主推進器點燃時進行導航操控，並且十個4牛頓力（每英呎0.9磅力）的单组元燃料推進器用作姿勢控制。為了做精確的控制，一個感應旋轉姿勢控制系統也包含在內。
掌握姿勢控制的資訊是由「star trackers（星體追蹤儀）」、一個「inertial measurement unit（惯性测量单元）」以及六個「sun sensors（太阳感測器）」所提供。

#### 通訊
探測器包括了兩個小的深空詢答機用以跟深空網路聯繫並且有三種天線:一個電波能沿著一個平面上前進的高增益相位陣列、一個中增益「螺旋電波」天線以及一個明顯的喇叭型低增益天線。高增益天線以8.4GHz的頻率做單向傳送，中增益和低增益天線則是以8.4GHz傳送並且以7.2GHz的頻率接收，而這三個天線都是以右側循環的偏振（RHCP）放射來運作。一個天線是固定在探測器前方面對著太陽，另一個天線則是固定在探測器後方背向太陽。

#### 電力
探測器的電力是由兩個太陽能板，鎵砷化物/鍺太陽能陣列所構成，提供平均450瓦的電力。每個太陽能板都是可旋轉的並且包括光學的日光反射器來平衡太陽能陣列的溫度。電力會儲存於11個一般壓力的容器，每個容器有兩個電池，是23安培时的鎳氫電池。

## 前往水星

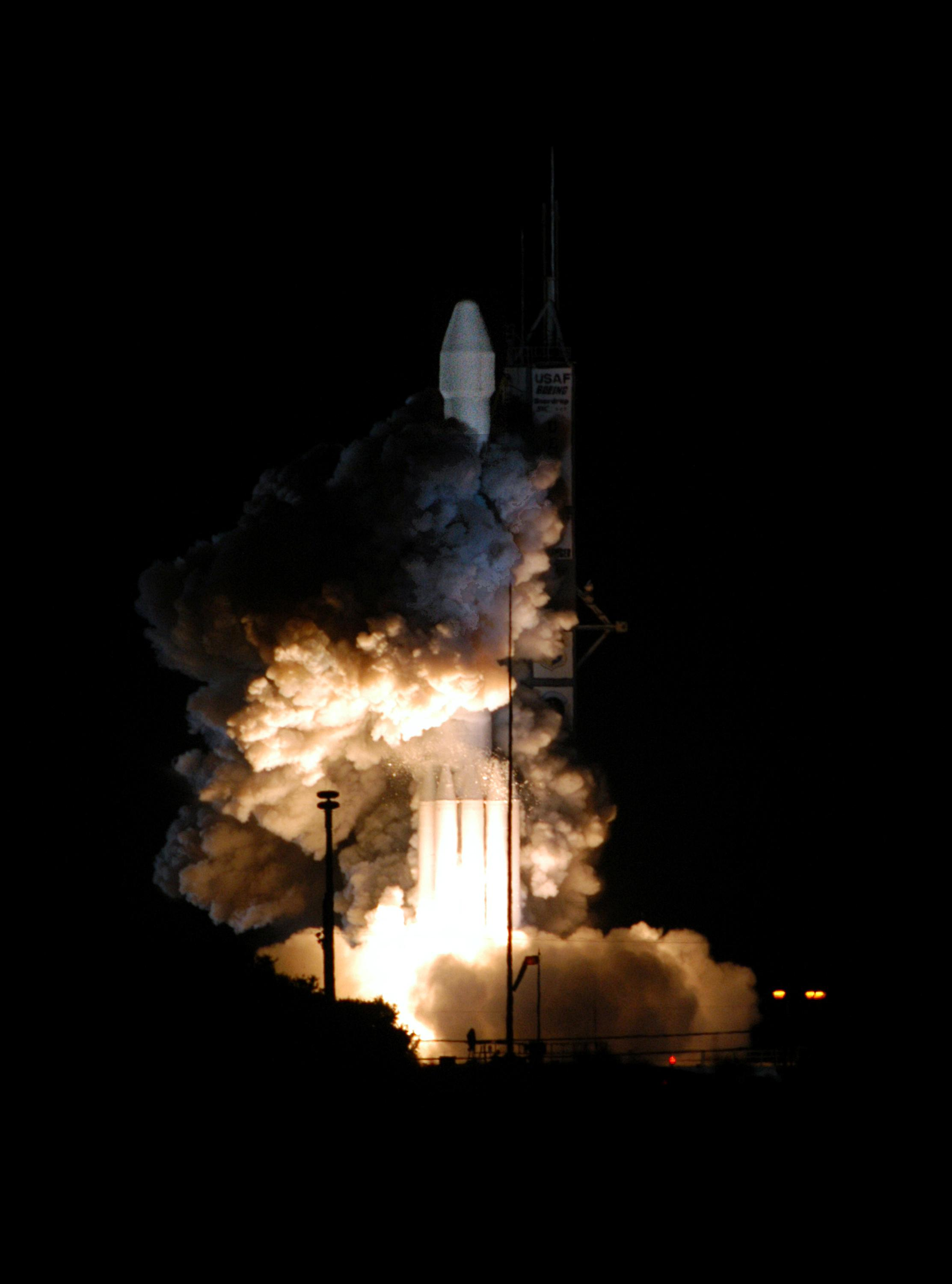
信使號於2004年8月3日發射升空

波音公司設計的德爾塔-2運載火箭於2004年8月3日北美東部時區02:15:56在佛羅里達州卡納維拉爾角空軍基地發射升空，運送信使號前往水星。美國國家航空暨太空總署在1個小時之後確認信使號已經成功與第3節火箭分離，開始前往水星。
前往水星需要一個非常大的速度改變，或稱為ΔV。因為水星是太陽重力場的深處，1艘太空船前往水星前進速度將會越來越快，因為它朝著太陽的方向前進，因此必須有一個機制來減速。而水星沒有足夠的大氣層讓大氣煞車（aerobraking）。為了讓這次探測成功，信使號大量使用行星重力助推技術，這樣可以減少減速所需的火箭燃料，但是會延長抵達水星的時間。為了節省燃料，將以最小的距離插入水星軌道，太空船將會以橢圓軌道來運行。除了節能燃料的優點，這種軌道允許太空船從距離水星很遠的位置來測量磁場和太陽風，但仍然可以近距離測量和拍攝水星的表面。
信使號在發射後成功藉用地球重力改變軌道，於2005年8月2日19:13星期二最接近地球表面，當時距離蒙古中央為2,347公里（1,458英里）。信使號的引擎在2005年12月12日進行為期524秒的噴射，將調整軌道朝向金星的方向。

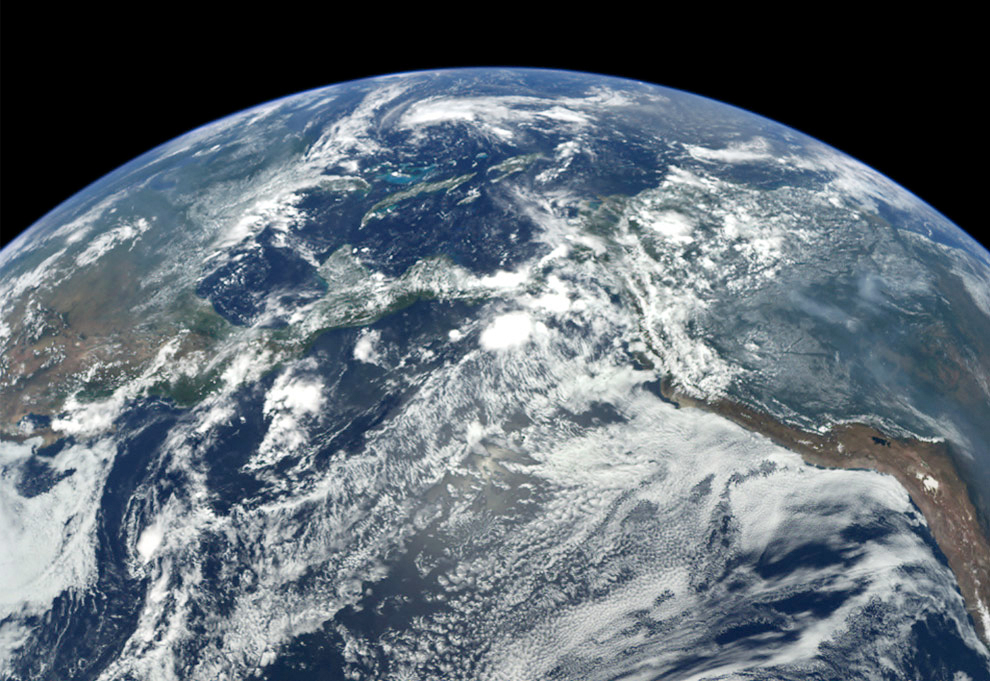
信使號飛越地球時所攝得的照片

信使號在2006年10月24日世界協調時08:34第一次飛越金星，距離地表為2,992公里（1,859英里）。第二次飛越金星則是在2007年6月5日23:08，距離地表為338公里（210英里）。 深空机动2號於2007年10月17日成功執行，讓信使號的前進目標導向水星。信使號在2008年1月14日首次飛越水星（世界協調時19時04分39秒最接近地面，距離僅約200公里），接著在2008年10月6日第二次飛越水星 。信使號在2009年9月29日最後一次飛越水星，並進一步減慢太空船的速度。在第二次及第三次飛越水星之前則是藉由深空机动3號在2008年3月19日19:30及深空机动4號在2008年12月24日20:30來調整太空船的速度。深空机动5號在2009年11月24日22:45則提供信使號所需的速度改變，最終可以導致太空船於2011年3月18日成功插入水星軌道，這也標誌著信使號長達一年的軌道任務正式開始。

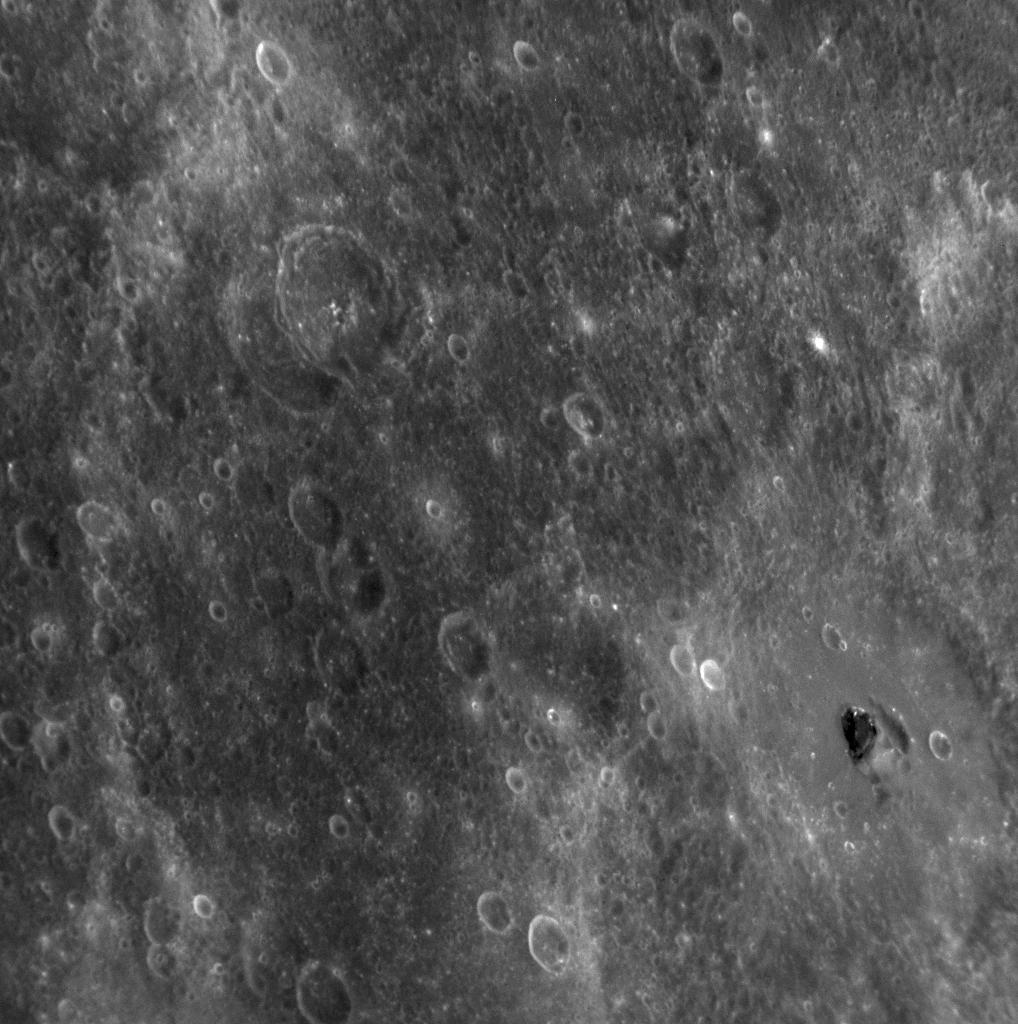
水星地表上未被辨識出來的黑色結構

在飛越地球時，信使號記錄下地球和月球的影像，利用大氣和表面成分分光計來研究月亮，並使用粒子及磁場儀器研究地球的磁層。
原先科學家預計於2004年5月11日前後12日來發射信使號，但是美國宇航局在2004年3月26日宣佈將使用2004年7月30日的發射窗口，期間大約有15天。這可以讓天文學家擁有更多的時間來進行太空船的測試及處理。這一個改變大幅影響信使號的軌道，並導致太空船延後兩年才能到達水星。最初的計劃是安排飛越金星三次，並在2009年插入水星軌道。新的計畫則允許特測器飛越地球軌道一次，二次飛越金星，並在2011年3月18日插入水星軌道前飛越水星三次。
信使號的太空團隊是由KinetX公司所領導。KinetX也是第一家負責導航美國太空總署深空任務的民營公司。他們負責決定所有太空船通過太陽系內部的軌道調整，以確保信使號成功到達水星並以正確的軌道速度插入水星軌道。

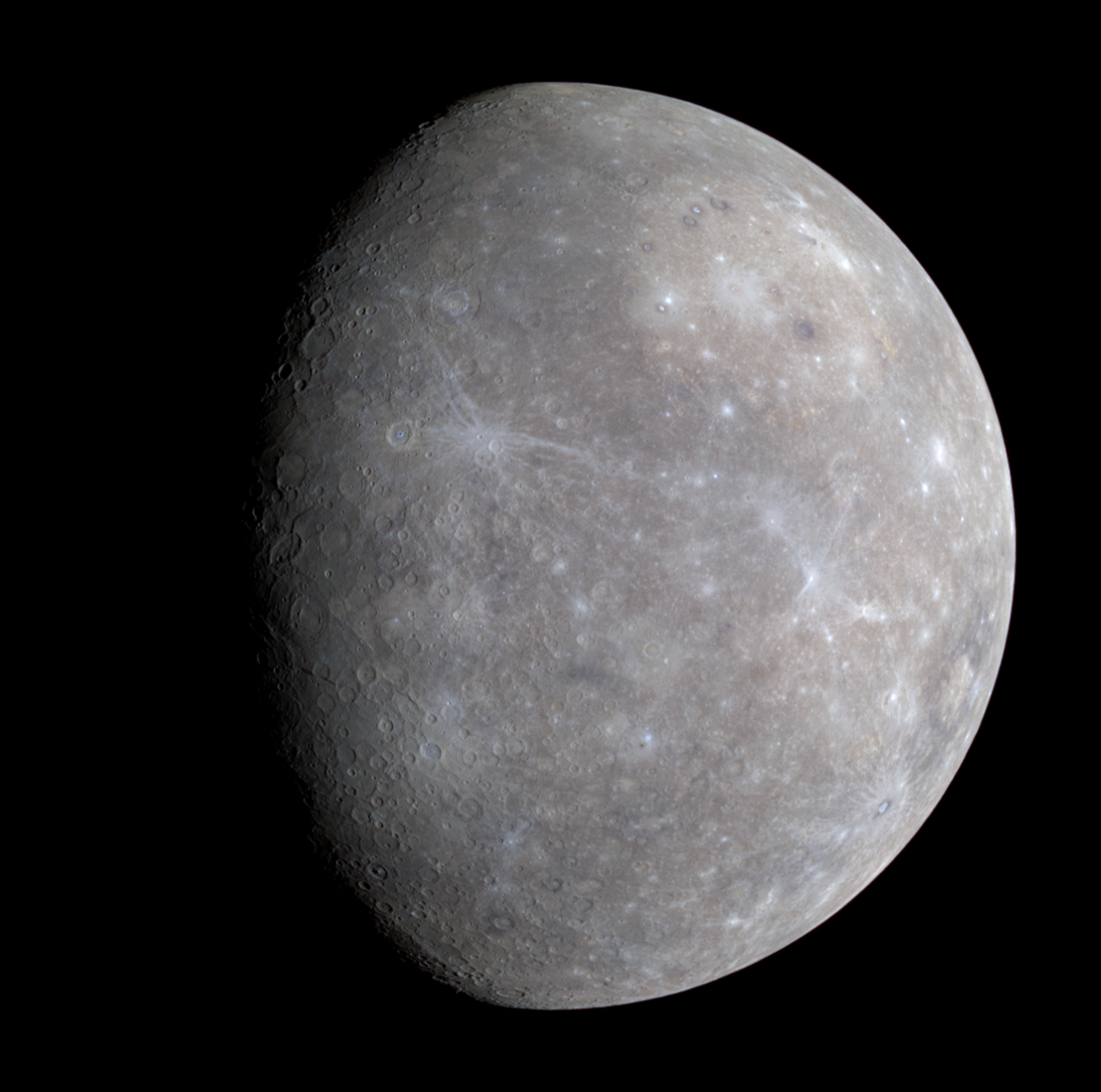
信使號攝得的水星照片，這一個地區從未被水手10號探測過，距離水星地面約為27,000公里（17,000英里）

信使號公轉軌道擁有一個距離地表200公里（120英里）的近拱點，位於北緯60度，遠拱點則距離地表15,193公里（9,440英里），公轉週期為12個小時，傾角為82.5度。因為太陽的擾動，近拱點將會緩慢上升，在88天（1個水星年）結束後將會距離地表超過400公里（250英里），此時科學家會將它調整到200公里（120英里），12個小時會完成兩次週期。信使號將會在軌道上停留一個地球年來收集數據。科學家預期探測器的全球立體圖像辨識度為每一個像素為250公尺。這次探測任務應該可以獲得水星地圖、水星磁場的三維模型與北半球的地形剖面結構。
一旦信使號抵達水星，科學家們希望來測試一個理論:當行星收縮時，內部的核心慢慢凍結。該探測器將尋找水星非觀測半球的表面並收集表面的構成元素的資料，這些物質可能是從水星內部噴湧而出。
天文學家從水手10號傳回的照片發現水星的表面擁有不同程度的萎縮情況，而巨大的懸崖則深入水星的地表。其中一個懸崖發現山脊（Discovery Rupes）則深入水星地殼達1.6公里（1英里）。

## 任務檔案

### 接近水星

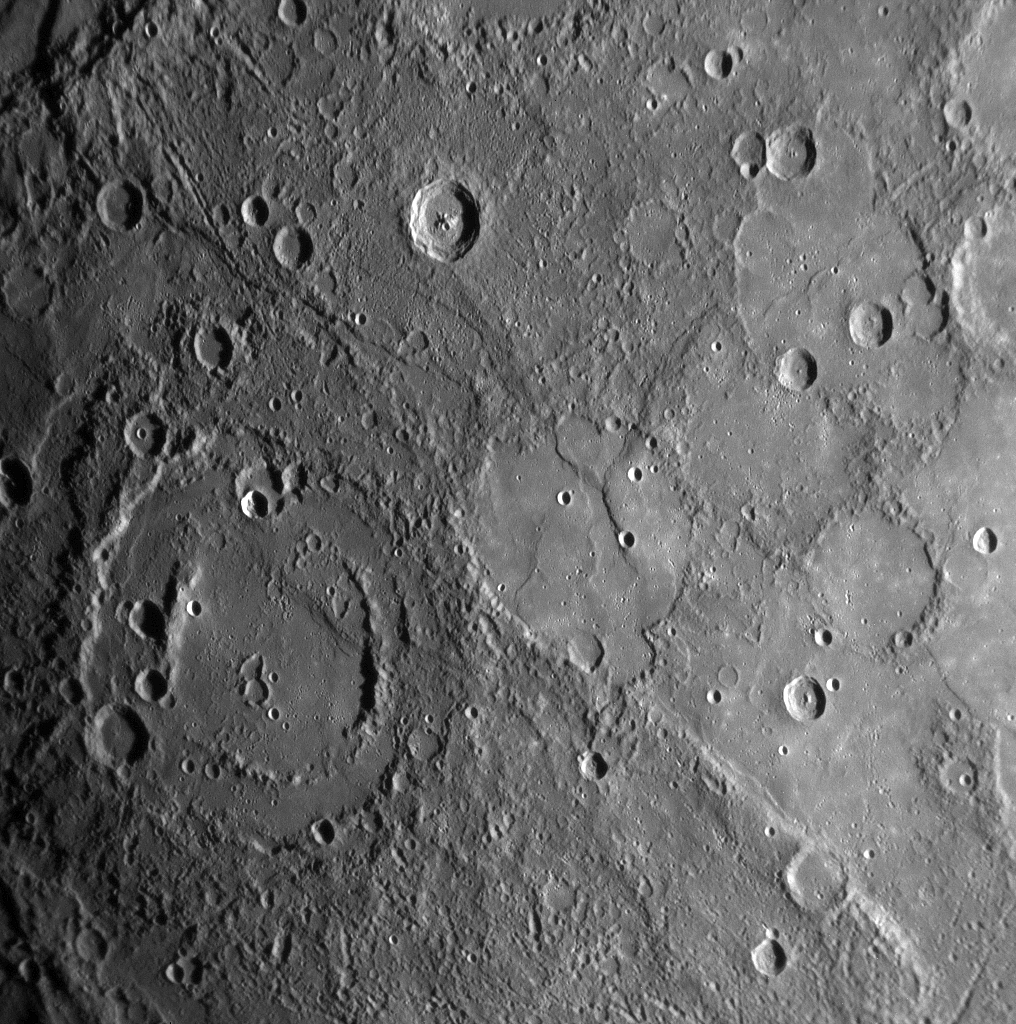
一張之前不曾被探測過的水星地表照片

信使號在2008年1月14日第一次成功地飛越水星，第二次飛越則是在2008年10月6日，並同時使用廣角與窄角相機來拍攝地表，也利用太空船搭載的一些感應器來研究水星。
信使進行第三次也是最後一次飛過水星是在2009年9月29日，距離水星表面為142英里（229公里）。飛越水星的運作似乎已經按照計劃進行，但在飛船在最接近水星的時候曾經處於安全模式的狀態。雖然並沒有影響之後插入軌道的彈道，不過可能失去部份科學數據和圖像。探測器在大約7個小時之後已經完全恢復了。

### 坠落
美國東部時間2015年4月30日15時26分，信使号因为燃料耗尽而坠落于水星表面。

## 科學成果

### 發現水、有機化合物、火山作用
信使號研究團隊成員Thomas Zurbuchen在2008年7月3日宣布，探測器發現水星的散逸層擁有大量的水存在。Zurbuchen說「沒有人預料到這件事，起碼我不知道有任何一個人如此。我們只能感到驚訝。」
在這個任務的後來幾年中，信使號提供了水星表面從前曾經存在過火山活動的圖像證據，以及水星的行星核心爲液態鉄的證據。
信使號獲得了最新的詳細而且精確的水星地圖。並且，在水星北極附近的一些撞擊坑的永久隂影區內，發現了含碳有機化合物和水冰。

### 太陽系全家福照片

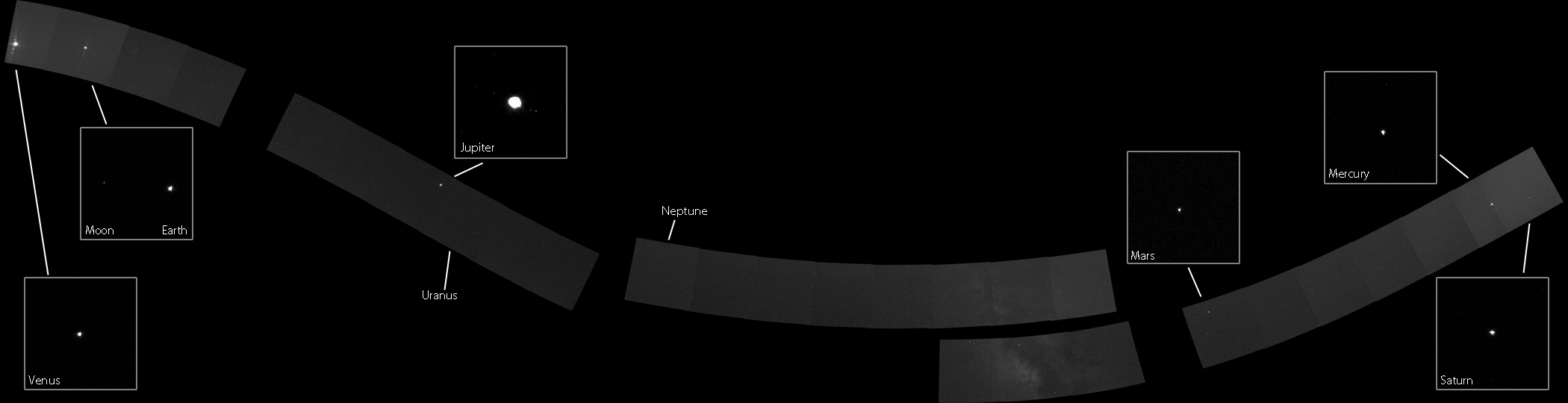
信使號在2010年11月期間照下了太陽系行星的照片。請參考高解析度照片。

在2011年2月18日，信使號的官網上公布了由太空船所拍攝包含地球等行星的照片。這些帶馬賽克的34張照片是由船上的「水星雙成像系統」儀器在2010年11月期間所攝得。所有的行星除了天王星和海王星太過遙遠之外皆可看見。這個「信使號太陽系全家福照片」將會用來彌補於1990年2月14日太陽系之外所攝得的「旅行者號太陽系全家福照片」。

## 外部連結
- MESSENGER Web Site（页面存档备份，存于） 信使號官方網站
- MESSENGER Mission Page （页面存档备份，存于） 信使號官方訊息
- MESSENGER Mission Profile信使號在 美國太空總署太陽系探測網站（页面存档备份，存于） 的相關訊息
- Mercury Flyby 1 Visualization Tool*Mercury Flyby 1 Actuals
- Mercury Flyby 2 Visualization Tool
- MESSENGER Image Gallery 信使號攝得的最新照片
- NSSDC Master Catalog entry.
- Video from MESSENGER as it departs Earth.
- Mercury Data Collected by both Mariner 10 and MESSENGER. （页面存档备份，存于）